# Simplicistilus
Simplicistilus tanuekes es una especie de araña araneomorfa de la familia Linyphiidae. Es el único miembro del género monotípico Simplicistilus.

## Distribución
Se encuentra en el África subsahariana desde Costa de Marfil hasta Angola.